# David Ogilvy, 8. Earl of Airlie
David George Patrick Coke Ogilvy, 8. (oder 13.) Earl of Airlie, KT, GCVO, PC (* 17. Mai 1926; † 26. Juni 2023) war ein schottischer Peer, Politiker und Landbesitzer.

## Leben
David Ogilvy war der älteste Sohn von David Ogilvy, 7. (oder 12.) Earl of Airlie, und Lady Alexandra Coke, Tochter des 3. Earl of Leicester. Sir Angus Ogilvy, der inzwischen verstorbene Ehemann von Prinzessin Alexandra, war sein jüngerer Bruder.
In London geboren, besuchte er das Eton College und diente im Zweiten Weltkrieg als Offizier der Scots Guards. Er blieb bis 1950 im Militärdienst und erreichte den Rang eines Captain. Nach seinem Ausscheiden besuchte er das Royal Agricultural College in Cirencester, um mehr über das Management von landwirtschaftlichen Gütern zu lernen. Auf dem Landbesitz der Familie in Angus, der 280 km² groß ist, liegen die zwei Familiensitze, nämlich Cortachy Castle und Airlie Castle. Zudem besaß der Earl ein Stadthaus in Chelsea, London.
1952 heiratete er Virginia Fortune Ryan, die Tochter des amerikanischen Multimillionärs John Barry Ryan und dessen Frau Margaret Kahn, deren Vater der Finanzier Otto Kahn war. Virginia wurde 1973 Hofdame bei Königin Elisabeth II. und wurde 1995 als Dame Commander in den Royal Victorian Order aufgenommen. Aus der Ehe sind sechs Kinder hervorgegangen:
- Lady Doune Mabell Ogilvy (* 1953)
- Lady Jane Fortune Margaret Ogilvy (* 1955)
- David John Ogilvy, 9. Earl of Airlie (* 1958)
- Hon. Bruce Patrick Mark Ogilvy (* 1959)
- Lady Elizabeth Clementine Ogilvy (* 1965)
- Hon. Patrick Alexander Ogilvy (* 1971)

Nach einem Reitunfall, der eine weitere Tätigkeit als Gutsbesitzer unmöglich machte, begann er im Jahre 1953 eine Tätigkeit bei der Investmentbank Schroders, in deren Management er rasch aufstieg. 1961 wurde er Direktor, 1973 Vorstandsvorsitzender, 1977 wechselte er als Vorstandsvorsitzender in die Holdinggesellschaft.
Beim Tod seines Vaters erbte er 1968 dessen Adelstitel, mit denen seit dem Peerage Act 1963 auch ein Sitz im House of Lords verbunden war. Durch den House of Lords Act 1999 verlor er den erblichen Anspruch auf einen Parlamentssitz.
Im Jahre 1984 beendete Ogilvy seine Tätigkeit als Bankmanager, um das traditionsreiche Amt des Lord Chamberlain of the Household zu übernehmen, also des höchsten Beamten am britischen Königshof. Bereits sein Vater hatte das entsprechende Amt bei Königin Elisabeth, der Königinmutter, innegehabt. Er diente Königin Elisabeth II. in diesem Amt mehr als 13 Jahre bis Ende 1997.
Er ist außerdem Lord Lieutenant von Angus und war von 2004 bis 2011 Captain-General der Royal Company of Archers. In der letztgenannten Eigenschaft hatte er das Amt des Gold Stick für Schottland inne. Seine Ehefrau diente der britischen Königin als Lady of the Bedchamber.
Teilweise wird er statt als 8. auch als 13. Earl of Airlie bezeichnet. Der Unterschied rührt daher, dass dann einige Vorfahren, denen der Titel aberkannt worden war und den Titel somit zu Lebzeiten nicht getragen haben, mitgezählt werden.

## Orden und Ehrenzeichen
1984 wurde er als Knight Grand Cross in den Royal Victorian Order und 1985 als Knight Companion in den Distelorden aufgenommen. Von 2007 bis zu seinem Tod war er auch Kanzler des Distelordens. 1990 wurde ihm das Großkreuz des Verdienstordens der Italienischen Republik und 1997 die Royal Victorian Chain verliehen.